# U 7 (U-Boot, 1935)
U 7 war ein deutsches U-Boot vom Typ II B, das im Zweiten Weltkrieg von der Kriegsmarine eingesetzt wurde.

## Geschichte
Der Bauauftrag für das Boot wurde am 20. Juli 1934 an die Germaniawerft Kiel vergeben. Die Kiellegung erfolgte am 11. März 1935, der Stapellauf am 19. Juni 1935, die Indienststellung unter Kapitänleutnant Kurt Freiwald am 18. Juli 1935.
Nach der Indienststellung gehörte das Boot bis 1937 als Einsatzboot bzw. Reserveboot der U-Flottille „Weddigen“ in Kiel an. Danach diente es bis zum September 1939 als Schulboot beim Schulverband der U-Bootschule bzw. der U-Bootschulflottille in Kiel, später in Neustadt. Beim Überfall auf Polen diente es im September und Oktober 1939 noch einmal als Frontboot des Führers der U-Boote Ost, um dann wieder bis zum Februar 1940 als Schulboot bei der U-Bootschulflottille zu dienen. Beim Unternehmen Weserübung – der Besetzung Norwegens – wurde es von März 1940 bis Mai 1940 erneut als Frontboot eingesetzt. Dann kehrte es wieder zur U-Bootschulflottille in Neustadt zurück, die dann, umbenannt in 21. U-Flottille, am 1. Juli 1940 nach Pillau verlegt wurde. Dort diente es bis zum 18. Februar 1944.
U 7 unternahm während seiner Dienstzeit sechs Feindfahrten, auf denen es zwei Schiffe mit einer Gesamttonnage von 4.524 BRT versenken konnte.

## Einsatzgeschichte

### Erste Feindfahrt
Das Boot lief am 24. August 1939 um 4:30 Uhr von Neustadt aus und am 8. September 1939 in Kiel ein. Auf dieser fünfzehn Tage dauernden Unternehmung während des Überfalls auf Polen in die Ostsee und das Kattegat wurden keine Schiffe versenkt oder beschädigt.

### Zweite Feindfahrt
Das Boot lief am 18. September 1939 um 10:00 Uhr von Kiel aus und am 3. Oktober 1939 um 14:30 Uhr wieder dort ein. Auf dieser sechzehn Tage dauernden Unternehmung vor Südnorwegen wurde ein Schiff mit 2.694 BRT versenkt und ein weiteres Schiff mit 1.830 BRT so stark beschädigt, dass es als Totalverlust gilt:
- 22. September 1939: Versenkung des britischen Dampfers Akenside (2.694 BRT) (Lage) durch einen Torpedo. Er hatte zirka 2.000 t Kohle geladen und befand sich auf dem Weg von Blyth nach Bergen. Die 26 Besatzungsmitglieder wurden von dem norwegischen Torpedoboot Storm und dem Boot des Leuchtturmwärters auf der Insel Store Marstein gerettet.[1]
- 29. September 1939: Versenkung rund zehn Seemeilen vom Leuchtturm Marstein fyr entfernt des norwegischen Dampfers Takstaas (1.830 BRT) (Lage) durch einen Torpedo und der Flugabwehrkanone (2-cm-Flak 30). Das Schiff hatte Holz geladen und befand sich auf dem Weg vom schwedischen Sundsvall nach Antwerpen und London. Durch einen Warnschuss mit der 20-mm-Kanone wurde der Frachter zum Halten aufgefordert. Da man den Frachtpapieren entnehmen konnte, dass das Schiff auf dem Weg nach England war, gab der U-Boot-Kommandant der Besatzung 20 Minuten Zeit, sich in die Rettungsboote zu begeben. Um 8:55 Uhr wurde das Schiff mit einem Torpedo beschossen, aber es schwamm weiterhin, da die Ladung aus Bauholz bestand. Auch der Beschuss mit dem Bordgeschütz unterhalb der Wasserlinie brachte das Schiff nicht zum Sinken und musste abgebrochen werden, als ein norwegisches Flugzeug erschien und das U-Boot zum Abtauchen zwang. Die beiden Rettungsboote wurden von dem norwegischen Torpedoboot Storm gefunden und nach Sund geschleppt. Das Schiff sollte von einem norwegischen Schlepper abgeschleppt werden, dabei zerbrach es aber in zwei Teile. Das Vorschiff versank, doch das Heckteil mit einem großen Teil der Ladung konnte geborgen werden.[2]

### Dritte Feindfahrt
Das Boot lief am 3. März 1940 um 10:43 Uhr von Wilhelmshaven aus und am 8. März 1940 um 16:25 Uhr wieder dort ein. Auf dieser sechs Tage dauernden und zirka 580 sm über und 80 sm unter Wasser langen Unternehmung in die Nordsee wurden keine Schiffe versenkt oder beschädigt.

### Vierte Feindfahrt
Das Boot lief am 14. März 1940 um 14:15 Uhr von Wilhelmshaven aus und am 19. März 1940 um 18:10 Uhr in Kiel ein. Auf dieser sechs Tage dauernden und 672 sm über und 97 sm unter Wasser langen Unternehmung zur U-Jagd in der Nordsee wurden keine Schiffe versenkt oder beschädigt.

### Fünfte Feindfahrt
Das Boot lief am 3. April 1940 um 13:00 Uhr von Wilhelmshaven aus und am 21. April 1940 um 17:00 Uhr in Kiel ein (Unternehmen Weserübung). Auf dieser 25 Tage dauernden und circa 1.500 sm langen Unternehmung um die Shetland- bzw. Orkneyinseln wurden keine Schiffe versenkt oder beschädigt.

### Sechste Feindfahrt
Das Boot lief am 7. Mai 1940 um 0:30 Uhr von Kiel aus und am 18. Mai 1940 um 23:45 Uhr in Wilhelmshaven ein. Auf dieser zwölf Tage dauernden und 942,5 sm unter und 160,5 sm über Wasser langen Unternehmung in die Nordsee vor der niederländischen Küste wurden keine Schiffe versenkt oder beschädigt.

### Siebente Feindfahrt
U 7, unter Kapitänleutnant Karl Schrott, lief am 16. Mai 1940 von Wilhelmshaven aus. Schon einen Tag später musste das Boot, in der Nordsee, wegen Kurbelwellenbruch, die Unternehmung abbrechen. Nach dem Einlaufen in Helgoland, musste das Boot nach Wilhelmshaven geschleppt werden. Nach 2 Tagen, lief U 7 am 18. Mai 1940 wieder in Wilhelmshaven ein.

### Erfolge
| Datum              | Name     | Nationalität           | Tonnage (BRT) | Status   |
| ------------------ | -------- | ---------------------- | ------------- | -------- |
| 22. September 1939 | Akenside | Vereinigtes Königreich | 2.694         | versenkt |
| 29. September 1939 | Takstaas | Norwegen               | 1.830         | versenkt |

## Verbleib
U 7 sank am 18. Februar 1944 als Schulboot in der Nähe von Pillau in der Ostsee bei einem Tauchunfall. Es tauchte um 9:30 Uhr ab und kam zur vereinbarten Zeit um 11:00 Uhr nicht wieder an die Oberfläche. Vermutlich gab es einen Wassereinbruch in 108 Meter Tiefe. Die Position war 54° 52′ 0″ N, 19° 29′ 8″ O, im Marine-Planquadrat AO 8583. Es war ein Totalverlust mit 28 Toten.